# Kladruby (Tachovi járás)
Kladruby település Csehországban, Tachovi járásban. Kladruby Staré Sedlo, Zhoř, Bor, Benešovice, Stříbro, Kostelec és Prostiboř településekkel határos. Lakosainak száma 1717 fő (2024. január 1.).

## Népesség
A település lakosságának változását az alábbi diagram mutatja:
| Lakosok száma | 2693 | 2754 | 2898 | 1219 | 1381 | 1398 | 1584 | 1618 | 1610 | 1717 |
|               | 1869 | 1890 | 1921 | 1950 | 1980 | 2001 | 2017 | 2019 | 2022 | 2024 |